# Super I/O

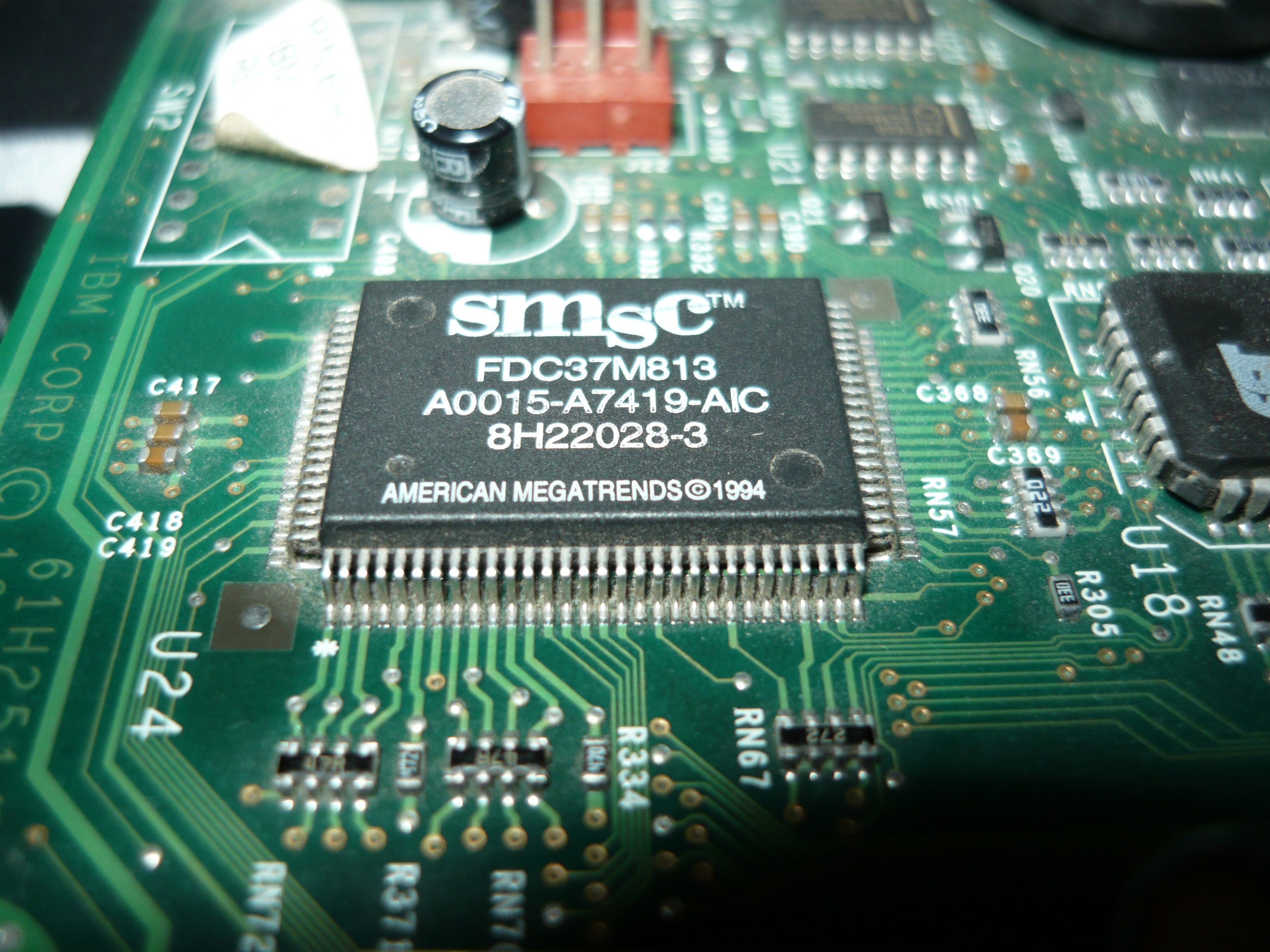
Super I/O контролер SMSC, встановлений на материнській платі IBM

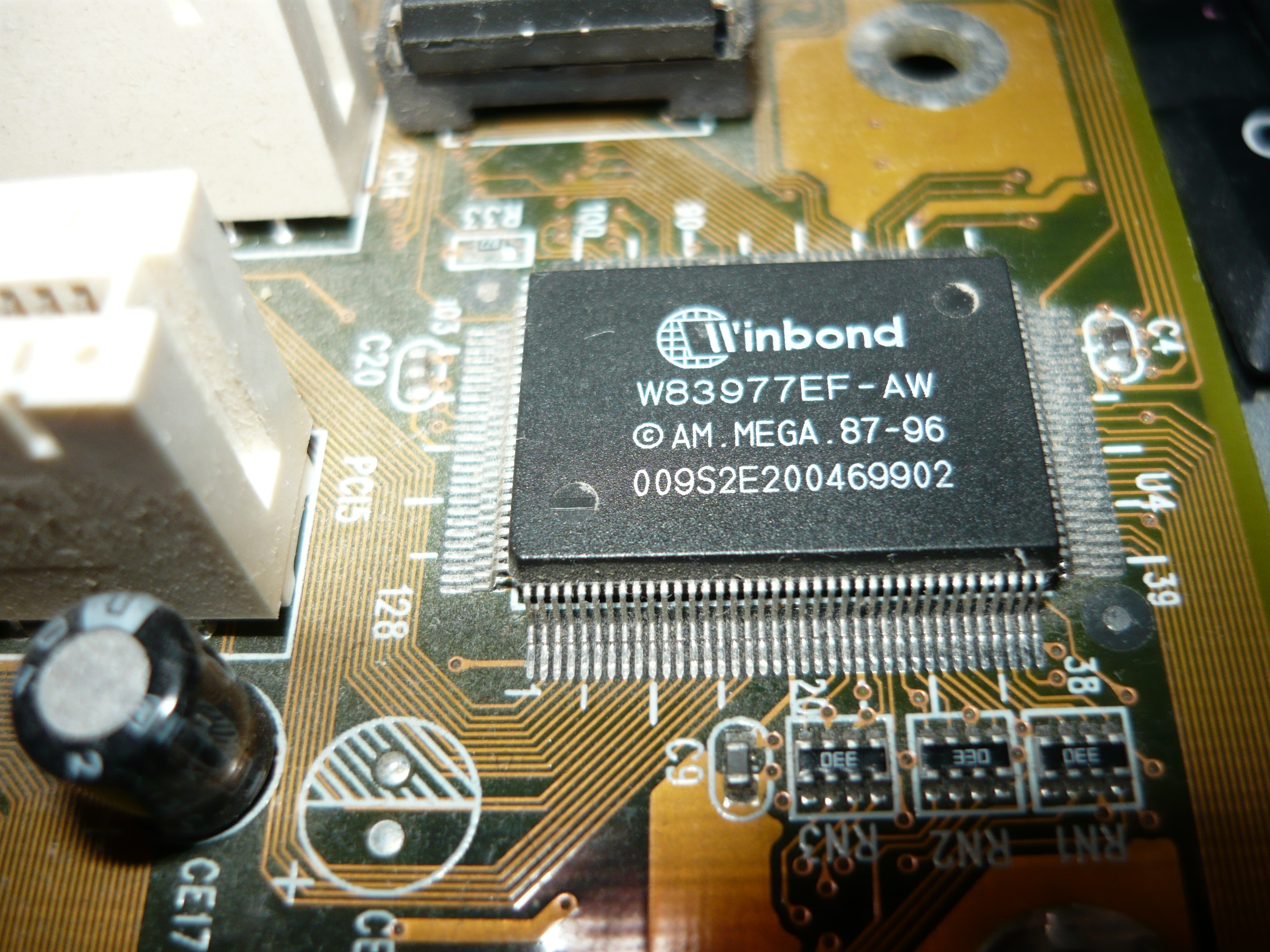
Super I/O контролер Winbond W83977EF, встановлений на материнській платі

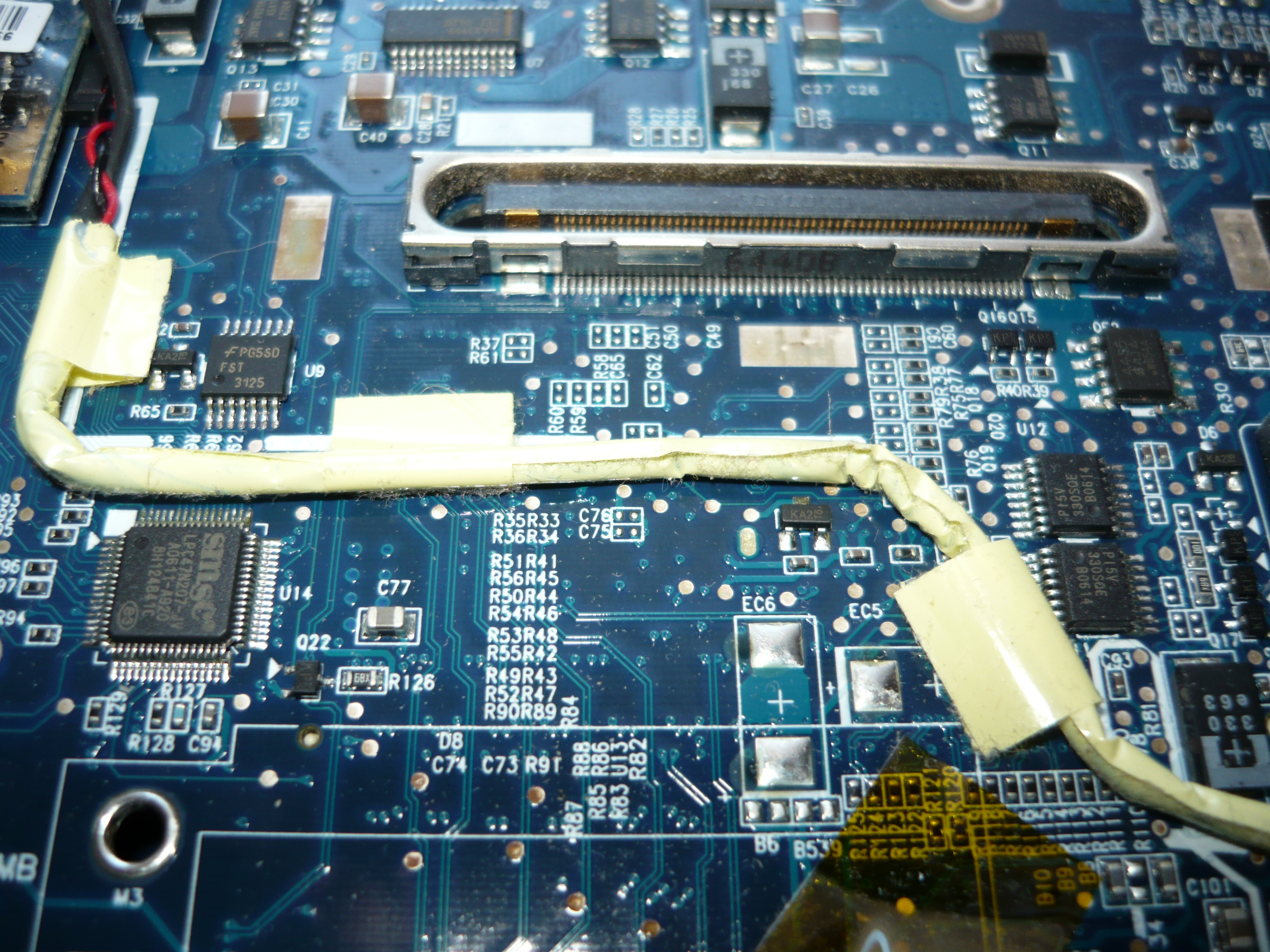
Super I/O контролер SMSC, встановлений на материнській платі ноутбука Samsung

Super I/O (англ. Super Input/output; дослівно: супер <контролер> введення/виведення)  — назва класу співпроцесорів, які почали використовуватися після 1980-х років на материнських платах IBM PC-сумісних комп'ютерів шляхом поєднання функцій багатьох контролерів, спершу однією платою встановлюваною в слот розширення, а потім  однією мікросхемою, тим самим досягаючи зменшення числа мікросхем контролерів. Таким чином це привело до зниження складності та вартості комп'ютера в цілому. Super I/O об'єднує інтерфейси різних низькочастотних пристроїв.
Спочатку Super I/O зв'язувалися через шину ISA. Одночасно з розвитком IBM PC-сумісних комп'ютерів відбувалося зміщення Super I/O, спершу на шини VLB, потім стала використовуватися шина PCI. Сучасні Super I/O використовують шину LPC (інтерфейс якої надає південний міст материнської плати) та часто реалізовані у складі чипсету. 

## Функції
Super I/O, як правило, містить наступні підсистеми: 
- контролер дисковода гнучких дисків;
- контролер паралельного  (LPT-порт) порту;
- контролер послідовних (COM) портів.

Super I/O також може містити інші інтерфейси, такі як ігровий (MIDI або джойстик) або інфрачервоний порти.

## Приклад реалізації
Прикладом Super I/O може служити мікросхема Intel 631xESB/632xESB, що забезпечує такі функції: 
- Забезпечує реалізацію інтерфейсу ESI (англ. Enterprise South Bridge Interface, ESI) і порту PCI Express, що забезпечує 8-кратний потік передачі до Memory Controller Hub (MCH).
- Забезпечує сумісність з версією 1.0a специфікації шини PCI Express.
- Забезпечує сумісність з додатком до протоколу специфікації версії 2.0a шини PCI і додатком по електричної та механічної специфікації шини PCI.
- Забезпечує сумісність з версією 2.3 специфікації шини PCI в частині підтримки роботи на частоті 33 МГц (підтримка до семи пар Req/Gnt).
- Забезпечує логічну підтримку режимів споживання живлення ACPI.
- Забезпечує реалізацію контролера Enhanced DMA, контролера переривань та функції годинника реального часу.
- Містить інтегрований контролер SATA з незалежними DMA-операціями на шести портах та підтримку AHCI.
- Містить інтегрований контролер IDE, що забезпечує роботу режимів Ultra ATA100/66/33.
- Містить інтегрований контролер інтерфейсу USB з підтримкою восьми портів; містить чотири інтегрованих контролера UHCI; здобуде один інтегрований високошвидкісний EHCI-контролер, що забезпечує роботу в режимі USB 2.0.
- Містить здвоєний гігабітовий MAC, що забезпечує роботу згідно зі специфікаціями IEEE 802.3 з підтримкою інтерфейсу SerDes[en][2]/Kumeran для двох PHY-компонентів.
- Забезпечує роботу PICMG-сумісного гігабітового Ethernet.
- Містить інтегрований контролер плати з базовим вбудованим ПЗ, що забезпечує розширюваність через зовнішню флеш-пам'ять та оперативну пам'ять.
- Забезпечує сумісність з версією 2.0 SMBus з додатковою підтримкою I2C-пристроїв.
- Містить інтегрований аудіоінтерфейс (AC '97 та Intel High Definition Audio), а також специфікацію модему AC'97.
- Має інтерфейс Low Pin Count.
- Забезпечує підтримку інтерфейсу Firmware Hub (FWH).
- Забезпечує додаткові функції, наприклад: керує процесами під час перезавантаження і якщо під час первісного старту центральним процесором не почалась виконання інструкцій, перезапускає комп'ютер; або переводить комп'ютер в режим зупину у випадку спрацювання захисту при відкритті корпусу системного блоку.